# ルーシャス・バンダ
ルーシャス・バンダ（Lucius Banda、1970年6月30日 - 2024年6月30日）は、マラウイの歌手、政治家である。

## 概要

### 政治家として
2006年8月までバンダはバラカ県北部選出の国民議会議員であったが、学歴詐称により有罪判決を受け、議員を失職した。さらに判決では、ゾンバの刑務所で21箇月の重労働刑を宣告されたが、これは2006年11月に免除された。なお、バンダはこの経験に触発され、アルバムCell 51 Maximum を製作した。

### 歌手として
バンダは当初、Alleluya Band のメンバーとして音楽活動を始めた後、自身のバンドであるZembani を創った。そして歌によってヘイスティングズ・カムズ・バンダ大統領の政治体制に対して異論を訴えた。この行動によりバンダは、マラウイで30年近く続いた一党制時代において、政治的弾圧に対し公式に反対した初めての音楽家となり、後進の音楽スタイルに影響を与えた。それから現在までにバンダは多くの音楽家を育て、Mlaka Maliro、Paul Chaphuka、Anthony Makondetsaなどのデビュー時代には彼らに援助を行ったことで知られる。

### 死去
2024年6月30日、南アフリカのヨハネスブルグの病院で亡くなった。53歳没。

## アルバム
2009年4月時点で、バンダは14枚のアルバムをリリースしている。なお、他のアーティストを監修した作品はカウントしていない。
| アルバム名      | 発行年度 |
| --------------- | -------- |
| Son of Poor Man | 1994     |
| Down Babylon    | 1995     |
| Cease Fire      | 1996     |
| Take Over       | 1997     |
| Yahweh          | 1998     |
| Unity           | 1999     |
| Following Jah   | 2000     |
| How Long        | 2001     |
| Not Easy Road   | 2002     |
| Money and Power | 2003     |
| ----            | 2004     |
| Enemy           | 2005     |
| Survivor        | 2006     |
| Cell 51 Maximum | 2007     |
| Freedom         | 2008     |